# Ukkusissat

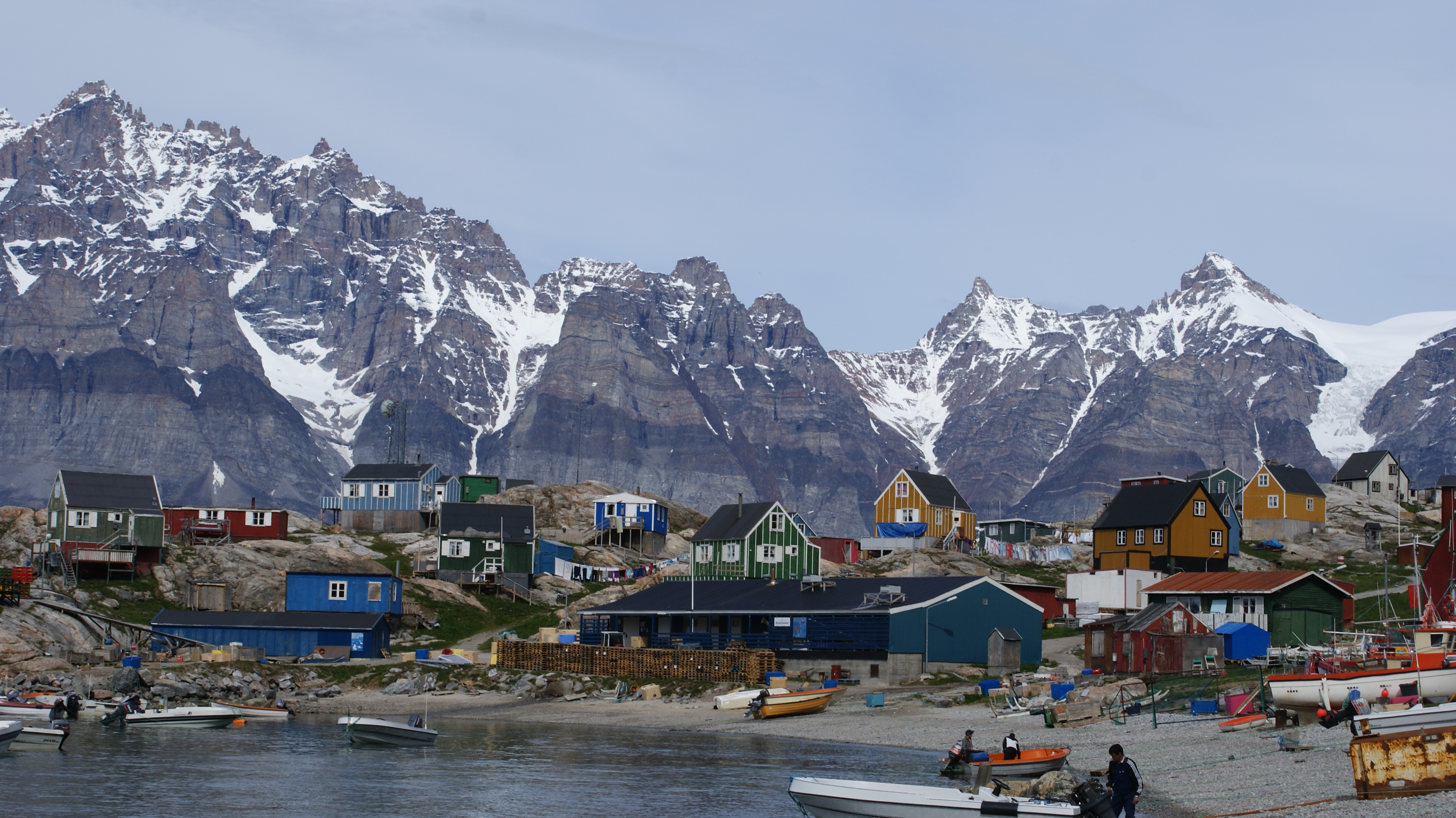
Ukkusissat

Ukkusissat (ortografia antiga: Uvkusigssat) é um assentamento no município de Qaasuitsup, oeste da Gronelândia. Em 2010 tinha 170 habitantes.

## Geografia

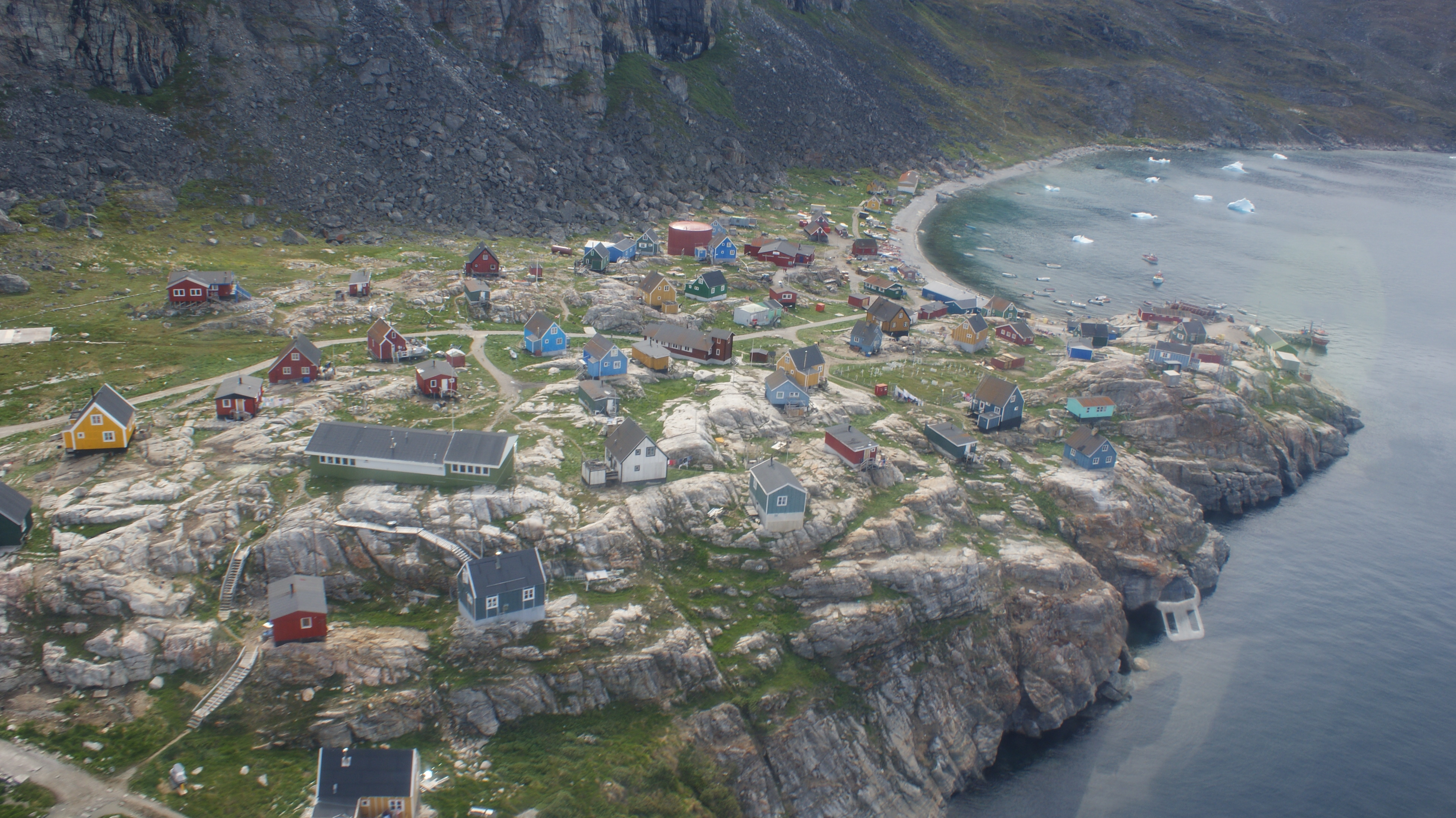
Vista aérea de Ukkusissat.

O assentamento está localizado no extremo ocidental da Península Ukkusissat. A norte está situado o Fiorde Perlerfiup Kangerlua e a sul situam-se a Ilha Salleq e a Ilha Appat.

## Economia
A principal actividade económica da região é a pesca. O turismo é subdesenvolvido, embora no verão, o assentamento seja visitado por navios de cruzeiro, como por exemplo: Norway's Hurtigruten.

## Transporte

### Aéreo
A Air Greenland serve o assentamento com voos do Heliporto de Ukkusissat para o Heliporto de Uummannaq.

### Terrestre
Em pleno inverno o único meio de transporte e comunicação com Uummannaq e outras localidades da região é o trenó puxado por cães, porque nem helicópteros como barcos atendem a região nesta época do ano.

## População
A população de Ukkusissat aumentou da década de 1990 para a década de 2000 e voltou a descer. Em 1991, o assentamento tinha 183 habitantes e em 2010 tinha 170 habitantes.